# 弗朗西斯科·何塞
弗朗西斯科·西奧尼爾·何塞（Francisco Sionil José，1924年12月3日—2022年1月6日
），通常署名為F.西奧尼爾·何塞（F. Sionil José），菲律賓華文報刊譯為尚尼·扶西，是菲律宾最被广泛阅读的英语作家之一。他的小说描绘了阶级斗争的社会基础以及菲律宾的殖民主义。何塞的作品已被翻译成22种语言，包括朝鲜语、印度尼西亚语、俄语、拉脱维亚语、乌克兰语和荷兰语。
何塞曾數次在菲律賓報紙發表攻擊華人的文章，質疑菲律賓華人對國家的忠誠。